# Jean Le Fustec
Jean Le Fustec, també conegut com a Yann ab Gwilherm Lemenig o Yann ar Fustek (Rostrenen, 1855 - París, 1910) fou un poeta i bard bretó. Fill d'un uixer de justícia, treballà com a periodista a Le Magasin pittoresque de París, on també fou membre de la Unió Regionalista Bretona. El 1899 va crear juntament amb Erwan Berthou el Gorsedd bretó, del que en fou gran druida de 1901 a 1903.